# Kabinett Levi Eschkol I
Das Kabinett Levi Eschkol I (hebräisch מֶמְשֶׁלֶת יִשְׂרָאֵל הַאַחַת עֶשְׂרֵה Memshelet Yisra'el HaAkhat esre) ist die erste israelische Koalitionsregierung mit Levi Eschkol als Ministerpräsidenten und die elfte Regierung seit Bestehen des Staates Israels.
Schon nach den Wahlen am 15. August 1961 zur Fünften Knesset beauftragte Staatspräsident Ben Zwi am 14. September 1961 Levi Eschkol mit der Bildung einer neuen Regierung. Levi Eschkol nahm den Auftrag unter der Bedingung an, dass David Ben-Gurion Ministerpräsident wird. Nach dem Scheitern der Koalitionsregierung unter David Ben-Gurion am 16. Juni 1963 übernahm Levi Eschkol die Bildung einer neuen Regierung. Die neue Regierung nahm ihre Arbeit am 26. Juni 1963 auf.
Regierungsparteien waren, wie schon bei der achten Koalitionsregierung von David Ben-Gurion, Mifleget Poalei Erez Jisrael, Nationalreligiöse Partei, Achdut haAwoda, Poalei Agudat Jisra’el und die beiden die arabischstämmigen Israelis vertretenden Parteien Schittuf weAchawa und Qidma uFittuach.
Die Zusammensetzung des Kabinetts änderte sich gegenüber der Vorgängerregierung wie folgt:
- Levi Eschkol wurde Ministerpräsident und Verteidigungsminister;
- Pinchas Sapir ersetzte Levi Eschkol als Finanzminister;
- Abba Eban wurde stellvertretender Ministerpräsident (der zweite in der Geschichte Israels);
- Zalman Aran wurde Bildungsminister.

Somit präsentierte sich das Kabinett Levi Eschkol I als eine "Regierung der Kontinuität".
Die Regierung wurde am 14. Dezember 1964 aufgelöst. Vorausgegangen war ein Streit zwischen Levi Eschkol und David Ben-Gurion im Zuge der Lawon-Affäre, in der David Ben-Gurion verlangte, dass das Oberste Gericht den Fall zu untersuchen habe; Levi Eschkol trat daraufhin vom Amt des Ministerpräsidenten zurück. Eine Woche später wurde eine neue Koalitionsregierung gebildet.

## Kabinett
| Das Kabinett Levi Eschkol I                                        | Das Kabinett Levi Eschkol I         | Das Kabinett Levi Eschkol I | Das Kabinett Levi Eschkol I  |
| Position                                                           | Person                              | Bild                        | Partei                       |
| ------------------------------------------------------------------ | ----------------------------------- | --------------------------- | ---------------------------- |
| Ministerpräsident Verteidigungsminister                            | Levi Eschkol                        |                             | Mifleget Poalei Erez Jisrael |
| Stellvertretender Ministerpräsident                                | Abba Eban                           |                             | Mifleget Poalei Erez Jisrael |
| Landwirtschaftsminister                                            | Mosche Dajan (bis 4. November 1964) |                             | Mifleget Poalei Erez Jisrael |
| Landwirtschaftsminister                                            | Chaim Gwati (ab 9. November 1964)   |                             | Kein Mitglied der Knesset    |
| Minister für Landesentwicklung Minister für Bau- und Wohnungswesen | Yosef Almogi                        |                             | Mifleget Poalei Erez Jisrael |
| Bildungsminister                                                   | Zalman Aran                         |                             | Mifleget Poalei Erez Jisrael |
| Finanzminister Minister für Handel und Industrie                   | Pinchas Sapir                       |                             | Mifleget Poalei Erez Jisrael |
| Außenminister                                                      | Golda Meir                          |                             | Mifleget Poalei Erez Jisrael |
| Gesundheitsminister Innenminister                                  | Chaim-Mosche Schapira               |                             | Nationalreligiöse Partei     |
| Justizminister                                                     | Dov Yosef                           |                             | Kein Mitglied der Knesset    |
| Minister für Arbeit                                                | Jigal Allon                         |                             | Mifleget Poalei Erez Jisrael |
| Minister für die öffentliche Sicherheit                            | Bechor-Schalom Schitrit             |                             | Mifleget Poalei Erez Jisrael |
| Postminister                                                       | Eliahu Sasson                       |                             | Kein Mitglied der Knesset    |
| Minister für Religion                                              | Serach Wahrhaftig                   |                             | Nationalreligiöse Partei     |
| Transportminister                                                  | Jisra’el Bar Jehuda                 |                             | Achdut haAwoda               |
| Minister für Wohlfahrt                                             | Josef Burg                          |                             | Nationalreligiöse Partei     |
| Minister ohne Geschäftsbereich                                     | Akiwa Gowrin (ab 1. Dezember 1963)  |                             | Mifleget Poalei Erez Jisrael |
| Stellvertretender Verteidigungsminister                            | Schimon Peres                       |                             | Mifleget Poalei Erez Jisrael |
| Stellvertretender Bildungsminister                                 | Kalman Kahana                       |                             | Poalei Agudat Jisra’el       |
| Stellvertretender Bildungsminister                                 | Aharon Jadlin (ab 1. Juni 1964)     |                             | Mifleget Poalei Erez Jisrael |
| Stellvertretender Gesundheitsminister                              | Jitzchak Rafa’el                    |                             | Nationalreligiöse Partei     |
| Stellvertretender Innenminister                                    | Schlomo Jisra’el Ben Me’ir          |                             | Nationalreligiöse Partei     |